# Siham Hilali
Siham Hilali (née le 2 mai 1986) est une athlète marocaine originaire de Khouribga, spécialiste du demi-fond.

## Biographie
Elle se révèle durant la saison 2003 en remportant la finale du 3 000 mètres des Championnats du monde jeunesse de Sherbrooke, compétition réunissant les meilleurs athlètes internationaux de moins de dix-huit ans. Vainqueur des Championnats du Maroc juniors dès l'année suivante, elle s'adjuge deux médailles de bronze lors des Championnats du monde juniors 2004 sur 1 500 m et sur 3 000 m, épreuve dans laquelle elle améliore son record personnel en 9 min 03 s 16. En 2005, la Marocaine est victime d'une fracture de la jambe droite à dix mètres de l'arrivée d'une épreuve junior de cross-country comptant pour les championnats marocains de cross-country. 
De retour sur les pistes d'athlétisme en 2007, elle se classe cinquième du 3 000 m lors des Championnats du monde en salle disputés en début de saison 2008 à Valence. Siham Hilali se qualifie pour la finale du 1 500 m des Jeux olympiques de Pékin, se classant 10e avec le temps de 4 min 05 s 57.

## Palmarès
| Date | Compétition                     | Lieu       | Résultat | Épreuve | Temps         |
| ---- | ------------------------------- | ---------- | -------- | ------- | ------------- |
| 2003 | Championnats du monde jeunesse  | Sherbrooke | 1re      | 3 000 m | 9 min 12 s 70 |
| 2003 | Championnats d'Afrique juniors  | Garoua     | 3e       | 1 500 m | 4 min 19 s 47 |
| 2004 | Championnats du monde juniors   | Grosseto   | 3e       | 3 000 m | 9 min 03 s 16 |
| 2004 | Championnats du monde juniors   | Grosseto   | 3e       | 1 500 m | 4 min 17 s 39 |
| 2007 | Championnats panarabes          | Amman      | 2e       | 800 m   | 2 min 6 s 9   |
| 2007 | Championnats panarabes          | Amman      | 1re      | 1 500 m | 4 min 18 s 71 |
| 2007 | Finale mondiale                 | Stuttgart  | 8e       | 1 500 m | 4 min 16 s 51 |
| 2008 | Championnats du monde en salle  | Valence    | 5e       | 1 500 m | 4 min 15 s 54 |
| 2008 | Jeux olympiques                 | Pékin      | 10e      | 1 500 m |               |
| 2009 | Jeux de la Francophonie         | Beyrouth   | 2e       | 1 500 m | 4 min 21 s 56 |
| 2011 | Jeux panarabes                  | Doha       | 2e       | 1 500 m | 4 min 20 s 83 |
| 2013 | Jeux méditerranéens             | Mersin     | 2e       | 800 m   | 2 min 00 s 79 |
| 2013 | Jeux méditerranéens             | Mersin     | 1re      | 1 500 m | 4 min 04 s 06 |
| 2013 | Jeux de la Francophonie         | Nice       | 2e       | 1 500 m | 4 min 18 s 89 |
| 2013 | Championnats du monde           | Moscou     | 10e      | 1 500 m |               |
| 2014 | Championnats du monde en salle  | Sopot      | 4e       | 1 500 m | 4 min 07 s 62 |
| 2016 | Championnats d'Afrique          | Durban     | 5e       | 1500 m  | 4 min 07 s 39 |
| 2017 | Jeux de la solidarité islamique | Bakou      | 5e       | 1 500 m |               |
| 2017 | Jeux de la Francophonie         | Abidjan    | 3e       | 800 m   | 2 min 02 s 40 |
| 2017 | Jeux de la Francophonie         | Abidjan    | 3e       | 1 500 m | 4 min 18 s 87 |

## Records
| Épreuve      | Épreuve      | Performance   | Lieu        | Date            |
| ------------ | ------------ | ------------- | ----------- | --------------- |
| 800 mètres   | En plein air | 2 min 00 s 15 | Saint-Denis | 6 juillet 2013  |
| 1 500 mètres | En plein air | 4 min 01 s 33 | Hengelo     | 29 mai 2011     |
| 1 500 mètres | En salle     | 4 min 04 s 53 | Liévin      | 14 février 2012 |
| 3 000 mètres | En plein air | 9 min 03 s 16 | Grosseto    | 17 juillet 2004 |
| 3 000 mètres | En salle     | 8 min 46 s 17 | Boston      | 4 février 2012  |